# Ay, si te cojo
«Ay, si te cojo» es un sencillo lanzado por los DJ de House Rafa Marco y Dany Asensy junto al músico Julio Álex  y las voces de Hillary Alexis y Omar Alexis en 2011. La canción fue compuesta originalmente por  Antonio Dyggs y Sharon Acioly  e interpretada por Cangaia de Jegue con el título de Ai Se Eu Te Pego en portugués y popularizada posteriormente por el cantante brasileño Michel Teló. La canción se lanzó en Internet el 15 de noviembre de 2011, en formato digital a través del canal oficial en Youtube de Rafa Marco, y próximamente será lanzada en formato físico por Contraseña Records en América Latina.

## Historia

### Inspiración
Durante 2011 el tema "Ai Se Eu Te Pego" se populariza en países como España a raíz de futbolistas como Cristiano Ronaldo o Neymar, que han bailado en público dicha canción. Ello motivó a realizar una versión en castellano de dicho tema dirigida al público hispanohablante.

### Grabación
La grabación se llevó a cabo a lo largo del mes de noviembre de 2011 en Valencia, con el trabajo de voces realizado por Hillary Alexis y Omar Alexis, siendo mezcladas varias versiones del mismo tema con diferencias en la producción (arreglos) y en el título (como el Latin Dance Mix) .

## Lanzamiento y éxito
Inicialmente ha sido lanzada a través de Internet, por lo que rápidamente ha aparecido en diversos lugares de descarga de música y recopilaciones de usuarios, además de webs especializadas en música house, como Housexpress

## Canción

### Letra
La canción, escrita casi en su totalidad por Antonio Dyggs y Sharon Acioly, habla de una persona que desea a otra y quiere mantener contacto físico con ella. En la adaptación, que se ha realizado al castellano, se ha conservado el sentido original de la letra en portugués y se han modificado algunas frases además de añadir diversas coletillas, como ¡Baila!

### Melodía
La canción tiene un ritmo marcado de música house, acompañado del sonido de piano eléctrico, acordeón y una melódica interpretada por el productor y músico Julio Alex, siendo la primera canción del estilo house con dicho instrumento incorporado a su sonido.

## Personal
| Músicos | Músicos |  |  | Ingeniería y masterización                                                                                                 |  |  |  | Producción y otros                                   |  |
| - Hillary Alexis y Omar Alexis - Voz y coros - Julio Álex - Melódica, Piano, Sintetizadores - Rafa Marco - Sintetizadores |         |  |  | - Ingeniería de sonido principal - Julio Álex, Rafa Marco y Dany Asensy - Grabación - Contraseña Records, Valencia, España |  |  |  | - Productores - Julio Álex, Rafa Marco y Dany Asensy |  |

## Presentaciones en vivo
Esta canción ha sido presentada en vivo en la discoteca valenciana Bananas